# خيرة بلاهي
خيرة بلاهي سياسية صحراوية، شغلت منصب وزير الصحة العمومية.